# 徐聯芳
徐聯芳（1551年—？），字元實，直隸保定府博野縣人，民籍，明朝政治人物。

## 生平
隆慶四年（1570年）庚午科順天府鄉試第五十九名，萬曆五年（1577年）丁丑科會試第二百八十八名，登三甲第二百名進士。授翰林院简讨，九年考满，十五年七月升修撰，仍暂管简讨事。

## 家族
曾祖徐廷璋，曾任省祭官；祖父徐鸞，曾任王府長史；父徐行，曾任布政司左布政使。母陳氏（封宜人）。具慶下。